# Municipio de South Shenango
El municipio de South Shenango (en inglés: South Shenango Township) es un municipio ubicado en el condado de Crawford en el estado estadounidense de Pensilvania. En el año 2000 tenía una población de 2.047 habitantes y una densidad poblacional de 30 personas por km².

## Geografía
El municipio de South Shenango se encuentra ubicado en las coordenadas 41°33′00″N 80°30′59″O / 41.55000, -80.51639.

## Demografía
Según la Oficina del Censo en 2000 los ingresos medios por hogar en la localidad eran de $31,875 y los ingresos medios por familia eran de $38,264. Los hombres tenían unos ingresos medios de $35,223 frente a los $22,188 para las mujeres. La renta per cápita de la localidad era de $16,546. Alrededor del 10,6% de la población estaba por debajo del umbral de pobreza.